# Tschechen
Tschechen (veraltet Böhmen, tschechisch: Češi) sind eine westslawische Ethnie. Ihr Ethnonym ist namensgebend für Tschechien, wo sich knapp zehn Millionen Bürger in der letzten Volkszählung als „Tschechen“ erklärt haben. Darüber hinaus gibt es tschechische Minderheiten in den Vereinigten Staaten, Deutschland, Kanada, Frankreich, im Vereinigten Königreich, der Slowakei, Kroatien, Österreich, Rumänien, Polen und anderen Staaten Europas und Amerikas.

## Name
Nach einer Abstammungssage wird die Selbstbezeichnung des tschechischen Volkes von dem mythischen Stammvater Čech [tschech] abgeleitet, der die Tschechen zur Zeit der Einwanderung in die neue Heimat geführt haben soll. Die älteste Version dieser Sage überlieferte um 1120 der Chronist Cosmas von Prag in seiner Chronica Boemorum.
Einer Theorie zufolge hängt das Wort „Tscheche“ (Čech, [tschech]) mit dem heutigen Wort „člověk“ ([tschlowjek], Mensch, vergleiche noch heute „tschelovek“ im Russischen) zusammen; das „ch“ (im Tschechischen wird „ch“ als ein selbstständiger Buchstabe und Laut betrachtet) ist ein archaisches Suffix, das Menschen bezeichnet. Es wird noch heute gelegentlich benutzt z. B. bei Worten wie „staroch“ statt „stařec“ (Greis) und „brach“ statt „bratr“ (Bruder).
Einer anderen Theorie zufolge leitet sich Tscheche, ebenso wie Sachse, von der in dieser Gegend üblichen Eigenbezeichnung ursprünglich nomadischer Völker ab, die sich latinisiert Saken nannten, während člověk mit Slawe (Slowake) in Verbindung zu bringen ist.
Des Weiteren existiert ein antikes Beispiel, an dem sich spätere Bildungsinstitutionen bei der Benennung von Völkergruppen orientierten, soweit eine Verbindung zum Namen einer der ältesten etruskischen Städte Chiusi, die von den Etruskern als Clevsi bezeichnet wurde, hergestellt werden kann. Einen weiteren Hinweis liefert der Name eines Dorfes in Slowenien Klavže, dessen italienischer Name Chiusa lautet.

## Volksgruppen
Innerhalb der tschechischen Bevölkerung gibt es Volksgruppen wie z. B. die Mährer (Volksgruppe), die tschechischen Schlesier und die Choden.
Ein Teil der Mährer und auch der Schlesier verstehen sich als eigenständiges Volk. In der Volkszählung von 2011 bekannten sich 630.897 Personen zur mährischen Volkszugehörigkeit (davon 108.423 Personen in einer sprachlichen Kombination, mehrheitlich als „mährisch-tschechisch“). In der Volkszählung von 2001, bekannten sich 11.000 Menschen zur schlesischen Nationalität.

## Geschichte
Die Slawen sind in zwei Wellen in der zweiten Hälfte des 6. Jahrhunderts und in der ersten Hälfte des 7. Jahrhunderts aus ihren zuvor östlich gelegenen Siedlungsgebieten in den Bereich des heutigen Tschechien eingewandert, der zuvor von Elbgermanen (insbesondere Markomannen) und Nariskern besiedelt gewesen war. Nach der Landnahme verschmolzen die verschiedenen westslawischen Stämme später zu einem Volk, in dem auch die noch in Böhmen verbliebenen Markomannen (letzte germanische Siedlungsspuren in Böhmen im 7. Jahrhundert) aufgingen. Die Westslawen bildeten zunächst im 7. Jahrhundert das Reich des Samo, die – heute bereits oft zu den Tschechen zählenden – Mährer bildeten im 10. Jahrhundert Großmähren. Der direkte Vorgänger des heutigen tschechischen Staats entstand wahrscheinlich Ende des 9. Jahrhunderts. Er gehörte zunächst als Herzogtum, später als Königreich Böhmen zum Heiligen Römischen Reich und von 1815 bis 1866 auch zum Deutschen Bund. Bis zur Schlacht am Weißen Berg 1620 weitestgehend unabhängig, wurde Böhmen danach für 300 Jahre ein fester Bestandteil der Habsburgermonarchie.
Erst nach der Niederlage des Vielvölkerstaats Österreich-Ungarn erlangten die Tschechen 1918 ihre Unabhängigkeit als eigenständige Nation und schlossen sich mit den Slowaken in der Tschechoslowakei zusammen. Diese wurde durch das vom nationalsozialistischen Deutschen Reich aufgezwungene Münchner Abkommen von 1938 zunächst um die überwiegend deutschsprachigen Gebiete des Sudetenlands verkleinert von 1939 bis 1945 in das Protektorat Böhmen und Mähren und die vom Deutschen Reich abhängige Slowakische Republik aufgespalten. Die 1945 wiederhergestellte Tschechoslowakei wurde 1948 zum kommunistischen und 1989 zum demokratischen Staat. Anfang 1993 kam es zur Teilung in Tschechien und die Slowakei.
Die tschechische Bevölkerung konzentrierte sich sehr lange ausschließlich auf das heutige Gebiet Tschechiens. Ab dem 13. Jahrhundert existieren auch kleinere tschechische Enklaven in der Gegend um Schytomyr und ab etwa 1600 um Lemberg sowie vom Beginn der industriellen Revolution bis 1945 auch in Wolhynien im Gebiet der heutigen Ukraine. Daneben gibt es in den USA bis heute noch größere Auswandererkolonien. Seit der Vertreibung der Deutschböhmen und Deutschmährer (die von den böhmischen Königen vor allem im 13. Jahrhundert als Siedler angeworben wurden) nach dem Zweiten Weltkrieg bilden Tschechen auch im vormals hauptsächlich von Deutschen bewohnten Sudetenland die Bevölkerungsmehrheit.

## Sprache
Das Tschechische ist eine westslawische Sprache. Es ist eng mit dem Polnischen, Slowakischen und Sorbischen verwandt und wird in lateinischer Schrift geschrieben.

## Religionszugehörigkeit
Bei der letzten Volkszählung im Jahr 2011 machten 44,7 % der befragten Einwohner Tschechiens, darunter auch Nicht-Tschechen, keine Angabe zu ihrer Religionszugehörigkeit. Etwa ein Drittel (34,5 %) hat sich als ungläubig und 6,7 % haben sich als gläubig aber konfessionslos bezeichnet. Von den Befragten, die einer Religionsgemeinschaft angehören, waren die meisten (10,5 %) römisch-katholisch. Jeweils rund 0,5 % gehörten der Evangelischen und der Neuhussitischen Kirche an. Die Anhänger weiterer Konfessionen und Religionen machten insgesamt 2,4 % aus.